# Stad skibstunnel
|  | Denne artikel beskriver en fremtidig begivenhed Denne artikel eller sektion handler om planlagt eller forventet fremtidig begivenhed. Der kan forekomme spekulativ information, og indholdet kan ændres dramatisk når begivenheden nærmer sig og mere information bliver tilgængelig. |

Stad skibstunnel er en politisk vedtaget kanal og tunnel som skal krydse Stadlandet i Stad kommune i Vestland. Målet med projektet er at forbedre fremkommelighed og sikkerhed for skibstrafik forbi Stad, der ofte har voldsomt vejr, og er kendt som et af de farligste farvande langs Norges kyster. Tunnelen er planlagt til at blive 1,7 km lang og få en højde mellem bund og loft på 49 m og en bredde på 36 m.
Byggeriet vil starte 2022, og tunnelen forventes at stå færdig i løbet af 3-4 år. Prisen blev i 2020 opgivet at blive 3,5 mia NOK. I 2021 fik den norske kystadministration grønt lys fra Norges transportministerium til at påbegynde forberedelserne til opførelsen af Stad skibstunnel.